# Der Große (Beiname)
Der Beiname der Große bzw. die Große wird in der Geschichtswissenschaft besonders herausragenden Herrscherpersönlichkeiten beigegeben.
Diese Liste umfasst Personen – auch mythologischer Provenienz –, die im deutschen Sprachraum üblicherweise mit dem Beinamen der Große versehen werden.
- Abbas I. der Große
- Aias der Große
- Akbar der Große
- Albert der Große
- Alexander der Große (356 v. Chr.–323 v. Chr.), König von Makedonien und Hegemon des Korinthischen Bundes
- Alfred der Große
- Antiochos der Große
- Antonius der Große
- Ariokh der Große
- Arsenius der Große
- Ashoka der Große
- Athanasius der Große
- Babai der Große
- Basilios der Große
- Bessarion der Große
- Bhumibol Adulyadej der Große
- Darius der Große
- Euthymios der Große
- Friedrich der Große (1712–1786), König von Preußen
- Geert der Große
- Gerhard der Große
- Gero der Große
- Grabissa der Große
- Gregor der Große (um 540–604), Papst
- Gwanggaeto der Große
- Hanno der Große
- Heinrich der Große
- Herodes der Große
- Hugo der Große
- Isaak der Große
- Iwan der Große
- Karl der Große (747 oder 748–814), König des Fränkischen Reichs
- Kasimir der Große
- Knut der Große
- Konrad der Große
- Konstantin der Große (zwischen 270 und 288–337), römischer Kaiser
- Kyros der Große
- Leo der Große (um 400–461), Bischof von Rom
- Llywelyn der Große
- Ludwig der Große (Begriffsklärung)
- Michael der Große
- Nerses I. der Große
- Nikolaus der Große
- Omar der Große
- Onuphrios der Große
- Otto der Große
- Pakal der Große
- Peter der Große (1672–1725), Zar und Kaiser von Russland
- Photios der Große
- Pompejus der Große
- Prokop der Große
- Ramses der Große
- Rhodri der Große
- Roman der Große
- Sejong der Große
- Simeon der Große
- Slauko der Große
- Stephan der Große
- Svatopluk der Große
- Theoderich der Große
- Theodosius der Große
- Ténimoun der Große
- Umar der Große
- Vytautas der Große
- Wladimir der Große
- Yu der Große

die Große:
- Gertrud die Große
- Katharina II. die Große (1729–1796), Kaiserin von Russland